# Istituto di ricerche sociali

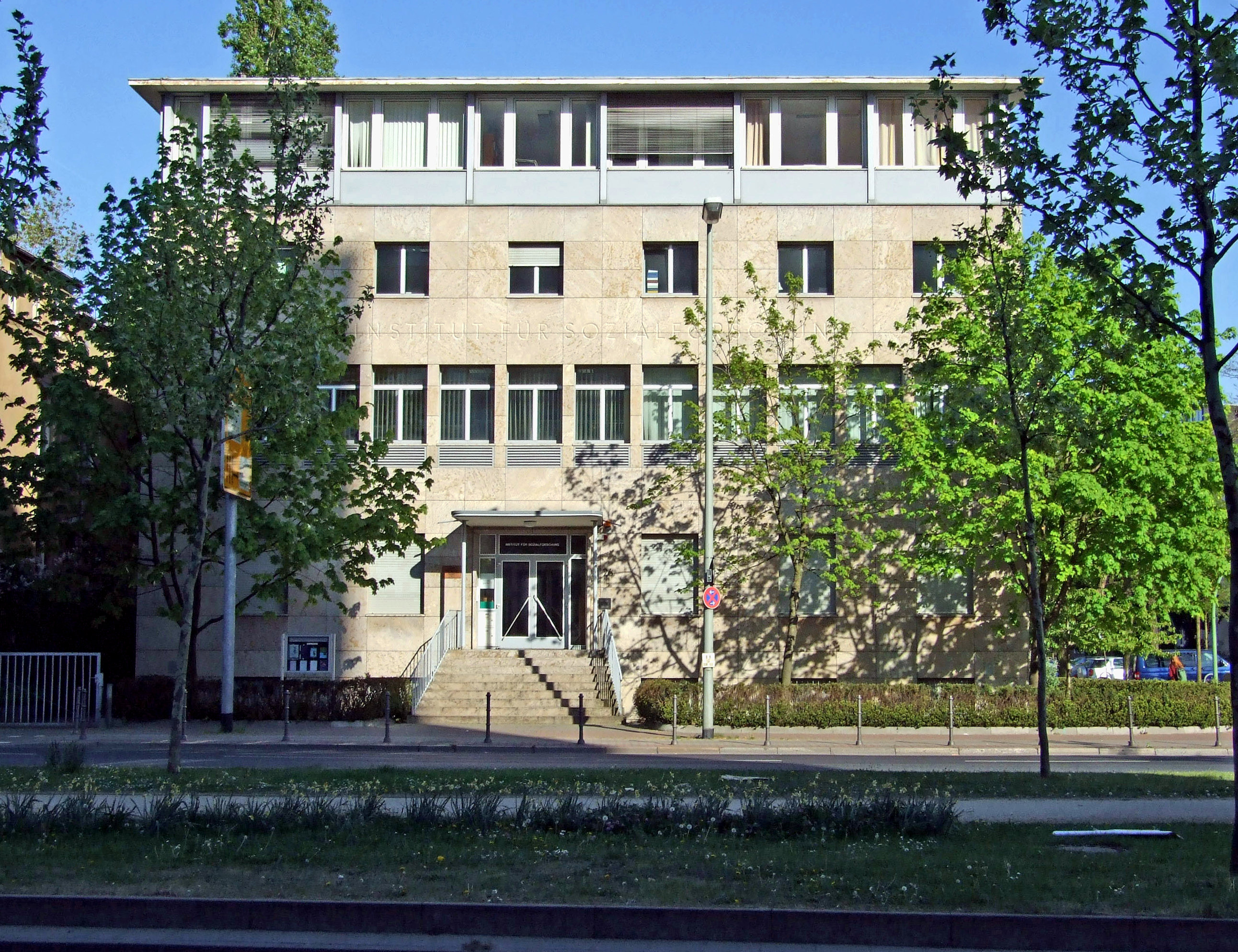
L'Istituto per le ricerche sociali, a Francoforte.

L'Istituto per le ricerche sociali (in tedesco Institut für Sozialforschung) è un istituto di ricerca che si occupa di argomenti come la sociologia e la filosofia continentale, meglio conosciuto con il nome istituzionale di Scuola di Francoforte.

## Storia
L'Istituto è stato fondato a Francoforte sul Meno nel 1923, ed è affiliato all'Università Goethe di Francoforte. È stato fondato da Felix Weil, un allievo del filosofo marxista Karl Korsch. Il suo primo direttore, Kurt Albert Gerlach, morì prima di lasciare il suo segno, ed a lui succedette Carl Grünberg, uno storico marxista che riunì presso l'Istituto colleghi ispirati al marxismo ortodosso, incluso il suo ex-allievo Henryk Grossman. A Grünberg fece poi seguito il cofondatore dell'Istituto Friedrich Pollock.
In seguito a un attacco cardiaco, non letale, occorso a Grünberg, nel 1930 gli succedette Max Horkheimer nella direzione dell'Istituto.  Horkheimer rapidamente divenne lo spirito guida della cosiddetta Scuola di Francoforte, formata da un gruppo di intellettuali nato sotto la sua direzione. Horkheimer lavorò anche al giornale del gruppo Zeitschrift für Sozialforschung (Giornale per le ricerche sociali) e scrisse saggi da cui venne a delinearsi quella che sarà la teoria critica della società.

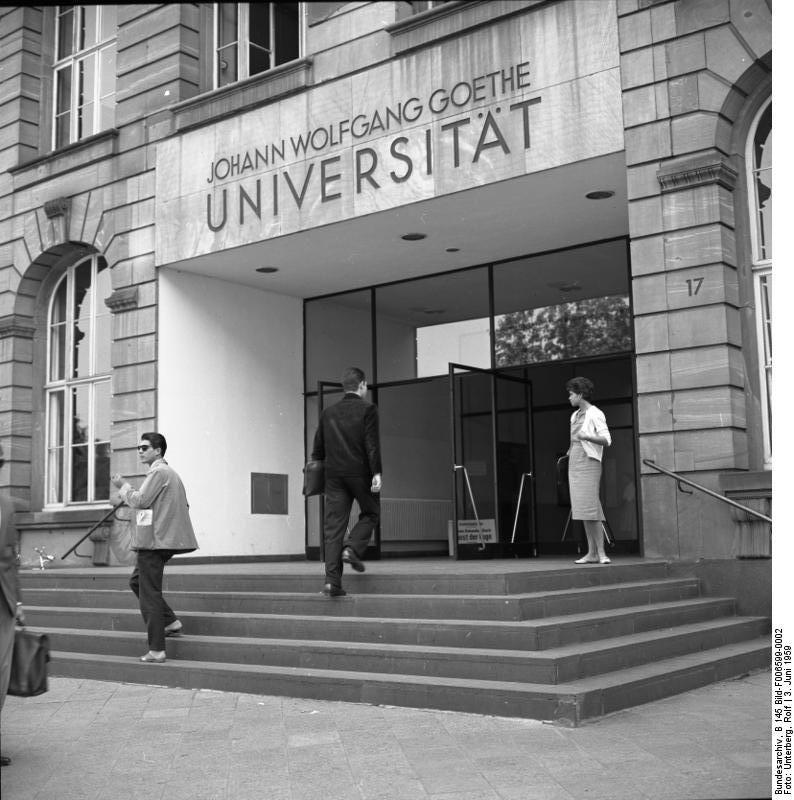
L'Università di Francoforte

La crescente influenza dei nazisti portò tuttavia i fondatori dell'Istituto a decidere, nel settembre 1930, di trasferire l'Istituto fuori dalla Germania, aprendone una succursale a Ginevra e spostando i fondi nei Paesi Bassi. Nel 1933, dopo la presa del potere di Adolf Hitler, l'Istituto si trasferì a Ginevra, quindi, nel 1934, a New York. Qui si affiliò alla Columbia University, ed il suo giornale Zeitschrift für Sozialforschung fu rinominato Studies in Philosophy and Social Science (Studi in filosofia e scienze sociali). Fu qui, negli Stati Uniti, che molto dell'importante lavoro dei principali esponenti della Scuola di Francoforte iniziò ad emergere.
L'Istituto riaprì a Francoforte nel 1951, sotto la direzione di Pollock. L'attuale direttore è Axel Honneth.